# Кринички (Солонянский район)
Кринички (укр. Кринички) — село,
Александропольский сельский совет,
Солонянский район,
Днепропетровская область,
Украина.
Код КОАТУУ — 1225080511. Население по переписи 2001 года составляло 241 человек .

## Географическое положение
Село Кринички находится на правом берегу реки Камышеватая Сура,
выше по течению на расстоянии в 1,5 км расположено село Новоандреевка,
ниже по течению примыкает село Вольное.
По селу протекает пересыхающий ручей с запрудой.